# コント55号 宇宙大冒険
『コント55号 宇宙大冒険』（コント55ごう うちゅうだいぼうけん）は、1969年に公開された日本の映画作品。東宝チャンピオンまつり（第1回）の1作。カラー、シネマスコープ。同時上映は『ゴジラ・ミニラ・ガバラ オール怪獣大進撃』『巨人の星 ゆけゆけ飛雄馬』。

## 概要
当時テレビ界で人気絶頂であったお笑いコンビコント55号が主演したSFアクション喜劇。東宝でコント55号が主演する作品は、本作品が最後である。コメディながら戦争風刺なども盛り込まれている。一方で、コンビの持ち味は作品に活かされていない。
子供層にも人気であったコント55号の作品にSF要素を加えることで幅広い客層の獲得を狙っていたとされるが、以後のチャンピオンまつりではコメディアン映画はラインナップされていないため、書籍『ゴジラ 東宝チャンピオンまつりパーフェクション』では低予算であった『オール怪獣大進撃』の興行に対する懸念から組み込まれたものと推測している。
特撮シーンでは、『世界大戦争』『緯度0大作戦』の一部が使われている。クライマックスの核ミサイルは、『大冒険』や『宇宙大怪獣ドゴラ』から流用している。

## ストーリー
時は江戸時代末期、勤皇党の坂本桂馬と新撰組の芹沢角は、芸者・小菊を巡って争っていた。そこへ1人の虚無僧が現れ、丸い形をした謎の物体の中へ招き入れる。虚無僧の招待はパラド星から派遣された宇宙人ドグマであり、謎の物体はUFOだった。飛び立つUFOに地上が大騒ぎするなか、あれよあれよという間に3人は宇宙へ連れられてしまう。
ドグマ曰く、パラド星連邦は平和過ぎて怠慢になりすぎたため、より好戦的な地球人を連れて来てその闘争本能を抽出したいというのだ。途中、出くわした侵略者・青髭を何とか倒し、2年半にも及ぶ宇宙旅行を経てようやく3人はパラド星に到着する。
しかし長い宇宙旅行とパラド星の快適な生活のため3人はすっかり仲良くなっており、全く好戦的ではなくなっていた。怒ったパラド星の政治家たちは「偽物を連れてきた罪」としてドグマの処刑を決定。それを知った桂馬と角は、ドグマを助けるべくわざと喧嘩を仕掛けるがパラド人にはその行為が今いち理解出来ず、かくして2人は科学的分析を目的として様々な競技で対決させられる羽目になる。そんな中、カーレースで争っていた2人は事故で大怪我を負ってしまう。
2人はパラド星の高度な医療技術であっさり治療されるが、同時に科学者たちは2人から闘争本能の本体を抽出に成功する。それを元にした薬が作られ全パラド星人に配られる。だがそれを飲んだパラド星人は活力どころか暴力的になり、至るところでデモ・殺人・暴動が頻発、さらには戦争が始まり各国は核兵器の開発に乗り出してしまう。一方で闘争本能を抽出された桂馬と角は、小菊も呆れるほどの仲良しになっていた。パラド星崩壊を察知したドグマは、そんな3人をUFOに乗せて脱出させた。そしてUFOが宇宙へ旅立った時、パラド星ではついに核戦争となって文明は崩壊、とうとう大爆発を起こして宇宙の塵と化した。
再び2年半の時が流れ、UFOは無事地球に帰還。その間、3人の間には2人の子供が産まれていた。街の様子を見に行った桂馬と角は、変わり果てた江戸の姿に驚く。彼らがパラド星に行っている間、地球では相対性理論によってなんと100年以上も時が流れていたのだ。やがて桂馬と角は街中で学生デモ隊が核戦争の危機を訴えていた姿を見て愕然とする。米ソの大使館前で戦争反対を訴えたのも虚しく、2人は精神病院に収容されてしまった。

## 出演者
- 坂本桂馬[5]：萩本欽一（コント55号）
- 芹沢角[5]：坂上二郎（コント55号）
- ドグマ[5]：川口浩
- 小菊[5]：高橋紀子
- ドドメ博士：由利徹
- 軍事長官：左卜全
- 物理学者：梅津栄
- 施政長官：南利明
- ジャンヌ・ダーク[5]：カルーセル麻紀
- クレオパトラ[5]：杉本エマ
- 楊貴妃[5]：応蘭芳
- マリリン・モンロー[5]：本田由香子
- 教育者：塩沢とき
- 小野小町[5]：沢井桂子
- 解説者：砂川啓介
- 学生：矢野間啓治、頭師孝雄
- 阿部昇二
- 社会学者：たんく・だん吉（コント0番地）
- 生物学者：いわた・がん太（コント0番地）
- 神木真一郎
- 原田力
- 木下陽夫
- 平野学
- 今井計
- 大浦万丈
- 楠高宣
- 桂木美加
- ゑりづ敦子
- 大野菊枝
- 宇宙船を目撃する町人：辻しげる
- パラド星の教育ママ連合会員：小沢憬子
- 江幡秀子
- 東京の通行人：内山みどり
- 田辺和佳子
- 東京の通行人：若山真樹
- パラド星の女：川口節子
- パラド星の教育ママ連合会員：佐渡絹代
- 青髯[5]：伴淳三郎

## スタッフ
特殊技術スタッフの役職はノンクレジット。
- 製作：奥田喜久丸、寺本忠弘、浅井良二
- 脚本：ジェームス・三木
- 撮影：逢沢譲
- 美術：育野重一
- 録音：牛窪秀夫
- 照明：下村一夫
- 音楽：広瀬健次郎
- 監督助手：根本順善
- 編集：大橋富美子
- 現像：東京現像所
- 整音：エコースタジオ
- 製作担当者：村上久之
- 特殊技術：真野田陽一
  - 美術[要出典]：豊島睦
  - 照明[要出典]：金子勝治
  - 合成[要出典]：三瓶一信
  - 操演[要出典]：小川昭二
  - 監督助手[要出典]：池淵剛治
- 協力：株式会社エコー
- 監督：福田純

### ノンクレジット（スタッフ）
- スチール：田中一清[要出典]